# Chlosyne blackmorei
Chlosyne blackmorei är en fjärilsart som beskrevs av Gunder 1926. Chlosyne blackmorei ingår i släktet Chlosyne och familjen praktfjärilar. Inga underarter finns listade i Catalogue of Life.